# Обердінг
Обердінг (нім. Oberding) — громада в Німеччині, розташована в землі Баварія. Підпорядковується адміністративному округу Верхня Баварія. Входить до складу району Ердінг. Центр об'єднання громад Обердінг.
Площа — 64,70 км2. Населення становить 6455 ос. (станом на 31 грудня 2020).

## Географія

### Адміністративний поділ
Громада  складається з 2 районів:
- Нотцинг
- Обердінг